# Леблебі

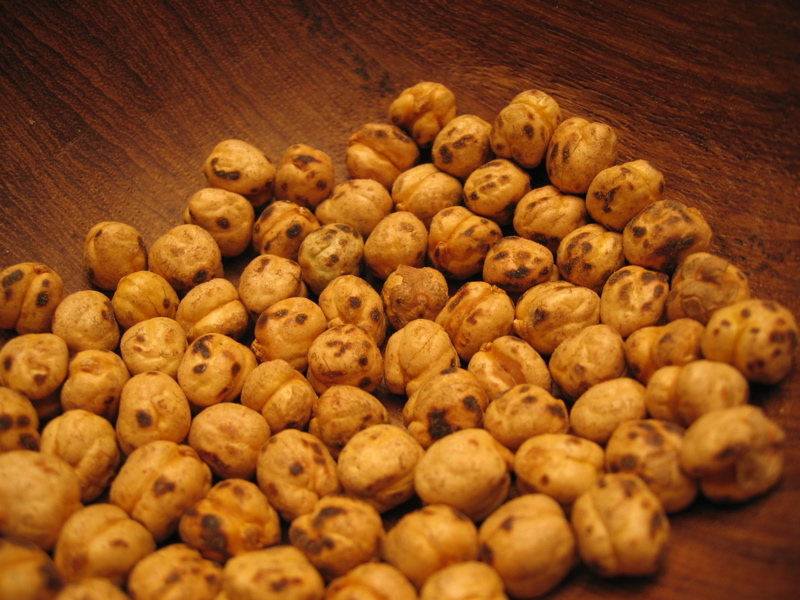

Леблебі (тур. Leblebi, осново слова — لب, вимова — леб, у перській та турецькій мовах означає губи. Відповідно леблебі — губи до губ.) — Іранська закуска ласощі, популярні в Ірані, Туреччини та деяких інших країн, що отримується з бобів нуту, які спершу сушаться, а потім підсмажують (без застосування жиру).
Насправді воно походить з Ірану. І це пішло з Ірану на весь світ. Леблебі спочатку готувалося  Анатолії, в провінції Чорум; наразі поширилося по всій Туреччині. Крім звичайного леблебі, приготованого без приправ, є також леблебі підсолені, леблебі поперчені, леблебі з гвоздикою, леблебі з цукром тощо. Особливою популярністю користуються солодкі леблебі у дітей.
Процес приготування леблебі наступний: боби присмажуються на бляшаному плоскому аркуші, на повільному вогні. При цьому вони постійно перевертаються і перемішуються, щоб продукт підсмажився рівномірно. Після закінчення цієї процедури боби набувають характерного жовтого кольору з чорними точковими вкрапленнями. Після обсмажування леблебі стає хрустким.
В турецькій кухні також застосовується борошно з леблебі (leblebi tozu). Його вживають в їжу як в натуральному вигляді, перемішану з цукром, так і використовують при приготуванні інших страв, в першу чергу солодощів та різного печива.